# Juan Antonio Álvarez Avendaño
Juan Antonio Álvarez Avendaño (3 de abril de 1964-19 de abril de 2022) fue un abogado y empresario chileno, vicepresidente ejecutivo de la operadora de centros comerciales Parque Arauco.

## Biografía
Se formó en el Colegio Tabancura de la capital. Posteriormente ingresó a la Pontificia Universidad Católica (PUC), donde estudió por un año la carrera de ingeniería civil. Tras esto pasó a derecho en la Universidad de Chile, donde se tituló en 1987 con la tesis Dumping y competencia desleal internacional. El texto fue desarrollado en conjunto con Claudio Lizana. En esta etapa de su vida conoció y se acercó al empresario Ricardo Claro, de quien fue alumno y ayudante. La relación entre Álvarez y Claro avanzaría con el tiempo y el primero se convertiría en parte del círculo de confianza de Ricardo Claro, pasando a ser parte de varias de las empresas del grupo.
Sus primeros años de ejercicio profesional transcurrieron en los bufetes capitalinos Carey y Cía, y Claro y Cía, que lideraba el propio Claro. Se especializó en derecho comercial, disciplina cuyo conocimiento profundizó con una Maestría en Administración de Negocios (MBA) cursada en la PUC. Su labor como asistente del empresario le permitió conocer en detalle la estructura del grupo, del cual se convertiría con los años en un asesor clave.
En mayo de 1999, tras la renuncia de Ernesto Corona, asumió interinamente como director ejecutivo del canal Megavisión, empresa de la cual era director.
En 2005 pasó a la gerencia general de la naviera Compañía Sudamericana de Vapores (CSAV), en la cual tuvo que encarar una complejísima coyuntura tras el estallido de la crisis financiera global a mediados de 2008. A esto se sumó, en octubre de ese año, la súbita muerte del líder del grupo.
Entre marzo y abril de 2011 ocupó la presidencia de CSAV. Fue relevado en el cargo por Guillermo Luksic tras el ingreso de Quiñenco -matriz de negocios de ese grupo- a la propiedad de la naviera.
En octubre de ese mismo año fue anunciada su designación en Parque Arauco.
Estuvo casado con la sicóloga Constanza Said Somavía, hija mayor del empresario José Said. Uno de sus hermanos, Ignacio, es fundador de la AFP Uno y marido de Isabel, otra de las hijas de Said.
Hasta el día de su muerte, además de su designación como vicepresidente ejecutivo de Parque Arauco, seguía ligado a otras empresas del Grupo Claro, presidía el directorio de Elecmetal y en las vicepresidencias Cristalerías Chile y Viña Santa Rita. Falleció el 19 de abril de 2022, a los 58 años.

## Obras
- Dumping y competencia desleal internacional.